# Зелена картка (футбол)
Зелéна кáртка — третій вид карток, який був введений у футбольній першості Італії для гравців, які демонструють чесну гру.
Перед стартом сезону 2016/2017 в другому дивізіоні італійського чемпіонату було прийнято рішення надати головному арбітру, крім традиційних червоної та жовтої карток, зелену. Основне її призначення — не карати, а заохочувати гравців, які гідно ведуть себе на полі та проявляють людяність.
4 жовтня 2016 року вперше зелена картка була показана в поєдинку Серії B між командами «Віртус Ентелла» і «Віченца». Її отримав футболіст «Віченци» Крістіан Галано за дотримання принципів Fair Play. За це він був нагороджений зеленою карткою, яка не показується під час гри, але заноситься в протокол матчу. Суддя призначив кутовий удар в бік воріт «Віртус Ентелли», але Галано підказав арбітру, що гравець команди суперника не торкався м’яча, і відповідно, призначення стандарту є помилковим. 
З сезону 2016/2017 в Серії B проводиться експеримент: футболіста, який отримає найбільше зелених карток, нагородять спеціальним призом після закінчення чемпіонату.
Жовта і червона картки були запроваджені на Чемпіонаті Світу з футболу 1970 року, що проходив у Мексиці, за ініціативи англійського футбольного судді Кена Астона.

## Заохочення зеленою карткою
На відміну від жовтої і червоної, зелена картка має за мету не карати, а заохочувати футболістів у разі, якщо вони роблять гідні вчинки на полі:
- визнання порушення, навіть, якщо арбітр не помітив його;
- прояви людяності та поваги відносно суперника, тощо.